# 别尔德奇
贝尔德奇，或别尔季奇（羅馬化：Berdychi），或按俄语名译为别尔德奇，是乌克兰东部顿涅茨克州波克羅夫斯克區奥切雷蒂内市镇的村庄。根據2001年烏克蘭人口普查，當地11.24%的人的母語是乌克兰语，88.39%的人母語是俄语。
2024年4月28日，烏克蘭武裝部隊總司令亚历山大·瑟尔斯基表示烏軍從當地撤退。